# Aliança Liberal (Espanya)
Aliança Liberal va ser un partit polític espanyol d'ideologia liberal i monàrquica sorgit de la unió d'Unió Liberal Espanyola, Partit Liberal i la Federació de Partits Demòcrates i Liberals promogut per Joaquín Satrústegui el 1976 i legalitzat en 1977. Satrústegui es va presentar les eleccions generals espanyoles de 1977 per al Senat formant la candidatura «Senadors per a la Democràcia» que va comptar amb el suport de sectors liberals, democratacristians i d'esquerres i va sortir escollit senador per Madrid. El partit va deixar d'existir el 1978.